# بزرگراه میان‌ایالتی ۸۸ (غرب)
بزرگراه میان ایالتی ۸۸ (غرب) (به انگلیسی: Interstate-88، مخفف:I-88(W)) یکی از بزرگراه‌های میان ایالتی آمریکاست؛ که مسیر شرقی-غربی داشته و زیرمجموعه ندارد.